# Абасири (озеро)
Аба́сири (Абасири-Ко; яп. 網走湖) — солоноватое озеро лагунного происхождения на востоке японского острова Хоккайдо. Располагается на территории округа Охотск в префектуре Хоккайдо. Относится к бассейну Охотского моря, сообщаясь с ним через реку Абасири на северо-востоке, впадающую в залив Абасири. Вместе с озёрами Ноторо, Тофуцу и Сарома входит в состав квазинационального парка Абасири. В озеро впадают реки Абасири, Мемамбецу и Томаппу.

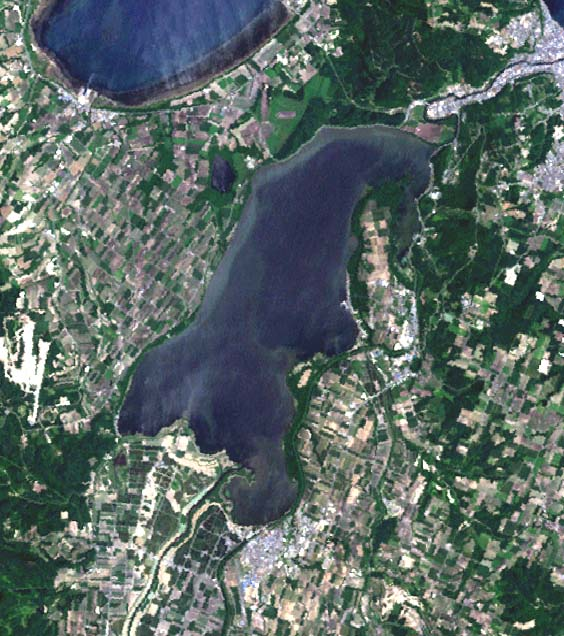
Спутниковая фотосъёмка озера Абасири.

Площадь озера составляет 32,87 км², глубина достигает 16,5 м. Наибольшие глубины приходятся на центральную часть акватории. Протяжённость береговой линии — 39 км. На западе Абасири через протоку соединяется с небольшим озером Рияуси.